# Haematopota okui
Haematopota okui är en tvåvingeart som beskrevs av Ovazza och Mouchet 1967. Haematopota okui ingår i släktet Haematopota och familjen bromsar. Inga underarter finns listade i Catalogue of Life.